# ثومبسون أوليها
ثومبسون أوليها (بالإنجليزية: Thompson Oliha) (مواليد 4 أكتوبر 1968) هو لاعب كرة قدم. يلعب مع منتخب نيجيريا لكرة القدم. سبق له أن لعب في كأس العالم لكرة القدم مع منتخب بلاده.

## روابط خارجية
- ثومبسون أوليها على موقع الاتحاد الدولي (مؤرشف)  (الإنجليزية)
- ثومبسون أوليها على موقع اتحاد تركيا (لاعب) (الإنجليزية)
- ثومبسون أوليها على موقع قاعدة بيانات كرة القدم.إي يو (الإنجليزية)
- ثومبسون أوليها على موقع ناشيونال فوتبول تيمز (الإنجليزية)